# Carum nothum
Carum nothum là một loài thực vật có hoa trong họ Hoa tán. Loài này được C.B.Clarke mô tả khoa học đầu tiên năm 1879.